# Élénie tête-de-feu
Elaenia ruficeps
Espèce
Statut de conservation UICN

 LC  : Préoccupation mineure
L'Élénie tête-de-feu (Elaenia ruficeps), aussi appelée Élaène tête-de-feu, est une espèce de passereau de la famille des Tyrannidae.

## Systématique
Cet oiseau vit dans une zone allant du sud-est de la Colombie aux Guyanes, au sud du Venezuela et au nord de l'Amazonie brésilienne,,.